# Parlamentswahl in São Tomé und Príncipe 2014
Die Parlamentswahl in São Tomé und Príncipe 2014 fand am 12. Oktober statt. Sie war die siebte freie Wahl für die zehnte Legislaturperiode der 55-sitzigen Assembleia Nacional in São Tomé und Príncipe. 92.790 Wähler waren zur Wahl aufgerufen. Die Wahlbeteiligung von 74,9 % lag mit 14,1 Prozentpunkte unterhalb derjenigen von 2010.
Die Acção Democrática Independente (ADI) mit ihrem 2012 zurückgetretenen Premierministers Patrice Trovoada errang die absolute Mehrheit.

## Ausgangslage
- MLSTP-PSD: 21
- PCD: 7
- UDD: 1
- ADI: 26

Die Acção Democrática Independente (ADI) hatte 2010 die Wahlen gewonnen und stellte mit Premierminister Patrice Trovoada bis Dezember 2012 eine Minderheitsregierung. Bis zum Ende der Legislaturperiode regierte Movimento de Libertação de São Tomé e Príncipe-Partido Social Democrata (MLSTP-PSD) die unter Premierminister Gabriel Arcanjo da Costa. Die ADI trat mit dem Ziel an, ihre 2010 errungene Parlamentsmehrheit von 26 Sitzen gegen die 21 Sitze der Regierungspartei MLSTP-PSD zu verteidigen.
Die Partido de Convergência Democrática – Grupa de Reflexão (PCD) trat noch 2002 und 2006 im Wahlbündnis mit der Movimento Democrático das Forças da Mudança-Partido Liberal (MDFM-PL) an, seit 2010 treten beide jedoch getrennt an. Die ADI-Abspaltung União dos Democratas para Cidadania e Desenvolvimento (UDD) trat zum zweiten Mal an.

## Ergebnisse
- MLSTP-PSD: 16
- PCD: 5
- UDD: 1
- ADI: 33

Die Nationalen Wahlkommission überwacht die Wahl und ist für die Stimmauszählung und Ergebnisveröffentlichung zuständig.
Die Oppositionspartei ADI gelang ein überwältigender Wahlsieg. Sie konnte ihre Parlamentsmehrheit von 2010 zur absoluten Mehrheit ausbauen, sodass sie mit 33 von 55 Sitzen problemlos eine Alleinregierung stellen kann.
Die bisherige Regierungspartei MLSTP-PSD hat mit einem Verlust von fünf Sitzen in der Assembleia Nacional die Fähigkeit eingebüßt weiter zu regieren. Sie hat mit nur noch 23 Sitzen einen Sitz Vorsprung gegenüber dem großen Wahlgewinner MLSTP-PSD, die mit sieben neuen Mandaten und 22 Sitzen in der Assembleia Nacional vertreten sind.
Das Wahlbündnis aus PCD, MDFM und UDD haben einen Sitz verloren. Neu in der Assembleia Nacional vertreten ist die Liste der Unabhängigen mit zwei Abgeordneten.
| Listen                                                        | Stimmen | %    | Mandate |
| ------------------------------------------------------------- | ------- | ---- | ------- |
| Acção Democrática Independente                                | 35.267  | 52,6 | 33      |
| Movimento de Libertação de São Tomé e Príncipe                | 16.573  | 24,7 | 16      |
| Partido de Convergência Democrática                           | 7.342   | 10,9 | 5       |
| Movimento Democrático das Forças da Mudança – Partido Liberal | 2.217   | 3,3  | 1       |
| Plataforma Nacional para Desenvolvimento                      | 2.207   | 3,3  | –       |
| Partido de Estabilidade e Progresso Social                    | 1.655   | 2,5  | –       |
| União dos Democratas para Cidadania e Desenvolvimento         | 1.252   | 1,9  | 1       |
| União Nacional para a Democracia e Progresso                  | 163     | 0,2  | –       |
| Partido Trabalhista Santomense                                | 138     | 0,2  | –       |
| Coligação Democrática da Oposição                             | 98      | 0,1  | –       |
| Frente Democrática Cristã                                     | 95      | 0,1  | –       |
| Movimento Socialista                                          | 68      | 0,1  | –       |
| Gesamt                                                        | 67.075  | 100  | 55      |
|                                                               |         |      |         |
| Ungültige Stimmen                                             | 2.435   | 3,5  |         |
| Wähler                                                        | 69.510  | 74,9 |         |
| Wahlberechtigte                                               | 92.790  |      |         |
|                                                               |         |      |         |
| Quelle: Comissão Eleitoral Nacional                           |         |      |         |